# Saint-Papoul
Saint-Papoul település Franciaországban, Aude megyében. Lakosainak száma 832 fő (2022. január 1.). Saint-Papoul Castelnaudary, Issel, Labécède-Lauragais, Lasbordes, Saint-Martin-Lalande, Verdun-en-Lauragais és Villespy községekkel határos.

## Népesség
A település népessége az elmúlt években az alábbi módon változott:
| Lakosok száma | 617  | 673  | 762  | 777  | 756  | 797  | 835  | 883  | 866  | 832  |
|               | 1968 | 1982 | 1990 | 2006 | 2013 | 2015 | 2017 | 2019 | 2020 | 2022 |